# Psednoserica amoena
Psednoserica amoena är en skalbaggsart som beskrevs av Brenske 1900. Psednoserica amoena ingår i släktet Psednoserica och familjen Melolonthidae.
Artens utbredningsområde är Madagaskar. Inga underarter finns listade i Catalogue of Life.